# Jean de Bonsi
Jean de Bonsi (Viena, 1554 - Roma, 4 de julho de 1621) foi um cardeal do século XVII.

## Biografia
Nasceu em Florença em 1554. Filho do senador Domenico Bonsi, primeiro-ministro do duque da Toscana, e Costanza Vettori. Seu primeiro nome também está listado como Jean-Baptiste; como Giovanni Battista; e apenas como Giovanni; e seu sobrenome como Bonzi; como Bonsy; e como Bonzy. Sobrinho do bispo Tommaso Bonsi, seu predecessor na sé de Béziers. Tio do bispo Domenico Bonsi, seu coadjutor naquela sede. Tio-avô do cardeal Pierre de Bonzi (1672).
Estudou na Universidade de Pádua, onde obteve o doutorado in utroque iure , direito canônico e civil..
Recebeu as ordens menores. Fernando I de 'Medici, grão-duque da Toscana, nomeou-o para ser o árbitro nas diferenças que tinha com o Papa Clemente VIII sobre os limites territoriais; ele cumpriu seu cargo com satisfação de ambos os lados; o duque o nomeou senador, embora ainda não tivesse a idade exigida. Advogado em Roma. Apresentado à Sé de Béziers pelo Rei Henrique IV de França; a sé havia sido cedida por seu tio, o bispo Thomas Bonsi..
Eleito bispo de Béziers, com dispensa por ainda não ter recebido as sagradas ordens, a 11 de fevereiro de 1598. Consagrado, 30 de setembro de 1598 (?), Roma, por (sem informações encontradas). Participou das negociações para o casamento do rei Henrique IV da França com Maria de' Medici; mais tarde acompanhou a nova rainha à França. Grande esmola da rainha da França, posto criado para ele pelo rei. Tornou-se cidadão francês e foi nomeado para o Conselho Real. Delegado da província de Narbonne à Assembleia do Clero, 1610..
Criado cardeal sacerdote no consistório de 17 de agosto de 1611. Abade de Saint-Guilhem-du-Désert, diocese de Lodève, 1611. Deputado de Toulouse em États-Generaux, Paris, 13 de outubro de 1614. Abade de Aniane, diocese de Montpellier, 1615. Foi morar em Roma em 1615. Recebeu o gorro vermelho em 30 de junho de 1615; e o título de S. Clemente em 20 de julho de 1615. Após o exílio da rainha Maria de' Medici em 1617, suas relações com a corte francesa ficaram muito prejudicadas. Participou do conclave de 1621, que elegeu o Papa Gregório XV. Optou pelo título de S. Eusébio, a 3 de março de 1621..
Morreu em Roma em 4 de julho de 1621. Transferido para Florença e enterrado na magnífica capela de sua família na igreja de S. Antonio, dos Padres Teatinos..